# Station Żychlin
Station Żychlin is een spoorwegstation in de Poolse plaats Pniewo.